# 2000 DX71
2000 DX71 är en asteroid i huvudbältet som upptäcktes den 29 februari 2000 av LINEAR i Socorro County, New Mexico.
Asteroiden har en diameter på ungefär 9 kilometer och den tillhör asteroidgruppen Themis.